# Chilly-Mazarin
Pour les articles homonymes, voir Chilly.
Chilly-Mazarin (prononcé [ ʃiji mazaʁɛ̃] ) est une commune française située à dix-huit kilomètres au sud de Paris dans le département de l’Essonne en région Île-de-France.
Reliée à Lutèce dès le IIIe siècle par un aqueduc, Chilly-Mazarin fut à partir du Moyen Âge le domaine de familles importantes puis de gentilshommes célèbres qui la dotèrent de châteaux, dont les héritiers du cardinal Jules Mazarin qui lui donnèrent son nom. Terres viticoles jusqu’au XVIIIe siècle, elle connut dès la fin du XIXe siècle une mutation démographique avec l’arrivée du chemin de fer puis au milieu du XXe siècle de l’autoroute qui la transforma en banlieue résidentielle à la population multipliée par deux en quatre décennies. La construction de l’aéroport Paris-Orly qui occupe une partie de son territoire acheva d’orienter l’économie locale vers le secteur tertiaire et notamment la logistique.
Ses habitants sont appelés les Chiroquois.

## Géographie

### Situation

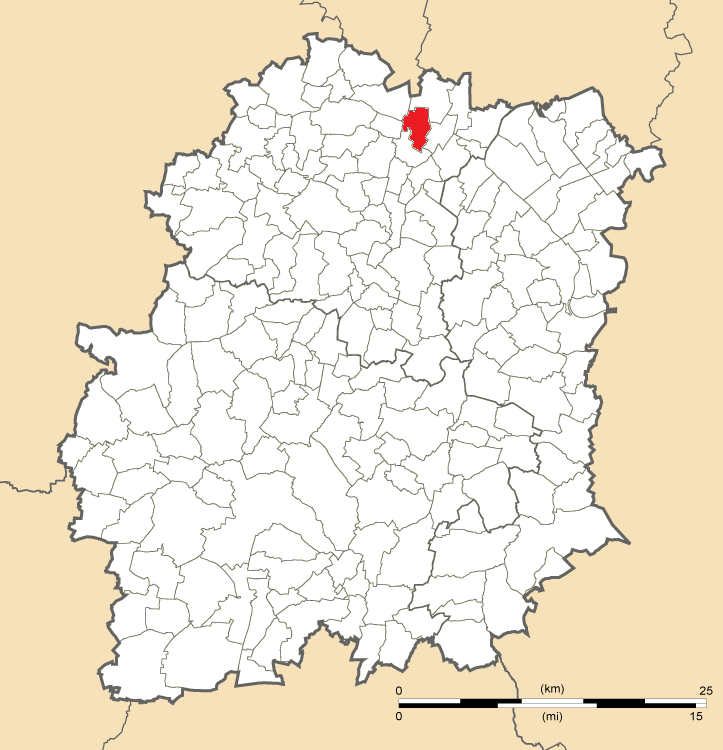
Position de Chilly-Mazarin en Essonne.

Chilly-Mazarin est située dans la région Île-de-France, au nord du département de l’Essonne, totalement intégré à l’agglomération parisienne, dans ce qui était autrefois le pays et aujourd’hui la région naturelle du Hurepoix.
Chilly-Mazarin est située à dix-huit kilomètres au sud-ouest de Paris-Notre-Dame, point zéro des routes de France, douze kilomètres au nord-ouest d’Évry, six kilomètres au sud-est de Palaiseau, quinze kilomètres au nord-ouest de Corbeil-Essonnes, trente-deux kilomètres au nord-est d’Étampes, huit kilomètres au nord-est de Montlhéry, quatorze kilomètres au nord-est d’Arpajon, vingt-quatre kilomètres au nord-ouest de La Ferté-Alais, trente kilomètres au nord-est de Dourdan et trente-cinq kilomètres au nord-ouest de Milly-la-Forêt. Elle est aussi située à cent-vingt-six kilomètres au sud-ouest de son homonyme Chilly dans la Somme, deux-cent-un kilomètres au sud-ouest de Chilly dans les Ardennes, quatre-cent-sept kilomètres au nord-ouest de Chilly en Haute-Savoie, trois-cent-vingt-neuf kilomètres au nord-est de Chilly-le-Vignoble et trois-cent trente-trois kilomètres au nord-est de Chilly-sur-Salins, toutes deux dans le Jura.
La commune occupe un territoire approximativement trapézoïdal de mille-deux-cents mètres à l’ouest, trois-mille-sept-cents mètres à l’est, deux-mille-cinq-cents mètres au sud et mille-huit-cents mètres au nord, le tout pour une superficie totale de cinq-cent-cinquante-sept hectares. L’Institut national de l'information géographique et forestière attribue les coordonnées géographiques 48° 42′ 10″ N, 2° 19′ 11″ E au point central de ce territoire.
| Type d’occupation           | Pourcentage | Superficie (en hectares) |
| --------------------------- | ----------- | ------------------------ |
| Espace urbain construit     | 68,3 %      | 381,63                   |
| Espace urbain non construit | 9,4 %       | 52,45                    |
| Espace rural                | 22,4 %      | 124,95                   |
| Source : Iaurif-MOS 2008    |             |                          |

Plus de 65 % de ce territoire est urbanisé et construit, auxquels s’ajoutent 8.63 % d’espaces urbains libres, les terrains ayant conservé un caractère « rural » en réalité composé pour cinquante-et-un hectare de prairie dans l’enceinte de l’aéroport et quatre-vingt-trois hectares de grandes cultures à ses abords. Les limites sud et est sont matérialisées par deux cours d'eau, la rivière l’Yvette au sud et le ruisseau le Bief à l’est, des bassins d’agréments subsistent des anciens parcs des châteaux. Implanté sur le versant de la vallée, le territoire s’élève doucement entre l’altitude basse de quarante-deux mètres à l’extrême sud-est et l’altitude haute de cent un mètres au nord-ouest.
Il est aujourd’hui traversé par plusieurs grands axes routiers et ferrés, le tracé originel et la déviation de l’ancienne route nationale 20 à l’ouest, l’autoroute A6 au centre et l’autoroute A126 d’ouest en est, auxquelles s’ajoutent les routes départementales RD 217, RD 120 et RD 167. La ligne de Grande Ceinture traverse la commune par une boucle de l’ouest au sud-est et lui permet de disposer de la gare de Chilly-Mazarin desservie par la ligne 12 du tramway d'Île-de-France. Outre le centre-ville ancien groupé autour de la mairie, des grands ensembles et des quartiers pavillonnaires constitue le tissu urbain communal.
Chilly-Mazarin est bordée au nord-ouest par Massy à proximité du « carrefour des Champarts », aussi appelé « carrefour des Quatre Fourchettes ». Au nord et au nord-est se trouve la commune de Wissous avec laquelle elle partage une emprise importante de l’aéroport de Paris-Orly. À l’est, la rue des Édouets, l’avenue Victor-Hugo, l’avenue des Pommiers, l’avenue de la Cour-de-France, le cours du Bief et la voie de Corbeil marquent la frontière avec Morangis. Du sud-est au sud-ouest, le Bief, l’Yvette, la rue de Gravigny, la rue Georges-Bizet, la rue Denis-Papin, l’avenue Arago, la rue Blaise-Pascal et la rue du Chemin-Blanc matérialisent la limite avec Longjumeau. À l’ouest, le village d’entreprises délimite la frontière avec Champlan.
| Massy      | Wissous        | Wissous    |
| Champlan   | Chilly-Mazarin | Morangis   |
| Longjumeau | Longjumeau     | Longjumeau |

### Hydrographie

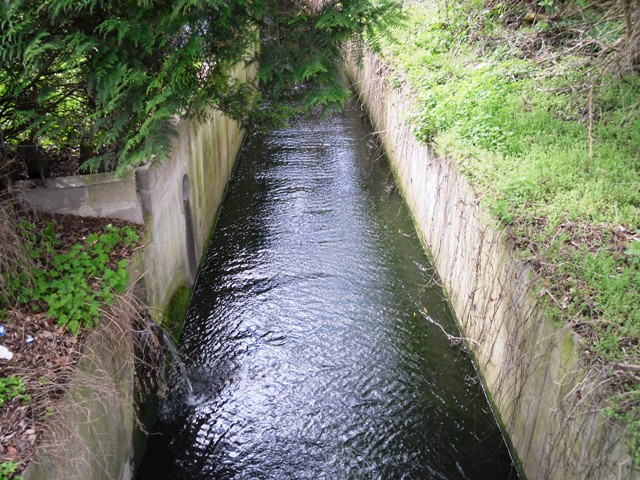
Le ruisseau le Bief.

À l’extrême sud de la commune coule la rivière l’Yvette, sous-affluent de la Seine qui parcourt le territoire sur un kilomètre d’ouest en est. Juste à sa sortie du territoire, la rivière est rejointe par le ruisseau Le Bief, en partie souterrain, qui parcourt le domaine municipal sur plus d’un kilomètre à l’est. En centre-ville, dans l’ancien parc du château se trouve un grand canal large de vingt mètres et long de quatre cent soixante-dix mètres, relié à un bassin et aux douves par une rivière artificielle. À l’extrême nord-est de la zone industrielle du Moulin à Vent, proche de l’aéroport se trouve un bassin de rétention des eaux pluviales. Dans la résidence de Bel Abord subsistent encore deux bassins de l’ancien jardin à la française.

### Relief et géologie
Chilly-Mazarin est implantée sur le versant nord de la vallée de l’Yvette et sur la partie sud du plateau d’Orly, le territoire s’étage entre une altitude basse de quarante-deux mètres à l’extrême sud de la commune proche de la confluence de l’Yvette et du Bief et une altitude haute de cent-un mètres à l’est dans le quartier des Quatre Fourchettes,. Le terrain s’élève lentement au sud entre le cours de la rivière et le centre-ville pour atteindre soixante-quatre mètres d’altitude à proximité de la gare distante de mille-cinq-cents mètres, puis plus rapidement vers le nord-ouest pour atteindre quatre-vingt-quinze mètres d’altitude dans le quartier du Sans Souci distant de mille-deux-cents mètres. La partie chiroquoise de l’aéroport Paris-Orly est située à une altitude approximative de quatre-vingt-sept mètres.
Située au nord du pays Hurepoix dans le Bassin parisien, la commune est implantée sur un sous-sol caractéristique de la région composé de couches successives de sable de Fontainebleau et meulière, de marne mêlée de gypse reposant sur une couche profonde de calcaire.

### Climat
Pour des articles plus généraux, voir Climat de l'Île-de-France et Climat de l'Essonne.
En 2010, le climat de la commune est de type climat océanique dégradé des plaines du Centre et du Nord, selon une étude du CNRS s'appuyant sur une série de données couvrant la période 1971-2000. En 2020, Météo-France publie une typologie des climats de la France métropolitaine dans laquelle la commune est exposée à un climat océanique altéré et est dans la région climatique Sud-ouest du bassin Parisien, caractérisée par une faible pluviométrie, notamment au printemps (120 à 150 mm) et un hiver froid (3,5 °C).
Pour la période 1971-2000, la température annuelle moyenne est de 11,6 °C, avec une amplitude thermique annuelle de 15,4 °C. Le cumul annuel moyen de précipitations est de 650 mm, avec 10,8 jours de précipitations en janvier et 7,8 jours en juillet. Pour la période 1991-2020, la température moyenne annuelle observée sur la station météorologique la plus proche, située sur la commune d'Épinay-sur-Orge à 4 km à vol d'oiseau, est de 11,5 °C et le cumul annuel moyen de précipitations est de 694,4 mm,. Pour l'avenir, les paramètres climatiques de la commune estimés pour 2050 selon différents scénarios d'émission de gaz à effet de serre sont consultables sur un site dédié publié par Météo-France en novembre 2022.
| Mois                                  | jan.             | fév.             | mars          | avril           | mai             | juin         | jui.           | août           | sep.            | oct.            | nov.             | déc.           | année      |
| ------------------------------------- | ---------------- | ---------------- | ------------- | --------------- | --------------- | ------------ | -------------- | -------------- | --------------- | --------------- | ---------------- | -------------- | ---------- |
| Température minimale moyenne (°C)     | 1,2              | 1,2              | 3,3           | 4,9             | 9,1             | 11,9         | 13,9           | 14,1           | 10,2            | 7,2             | 3,7              | 2,1            | 6,9        |
| Température moyenne (°C)              | 4,2              | 4,9              | 8,2           | 10,2            | 14,5            | 17,6         | 19,7           | 20,1           | 15,4            | 11,5            | 7,1              | 4,8            | 11,5       |
| Température maximale moyenne (°C)     | 7,2              | 8,8              | 13,1          | 15,6            | 20              | 23,2         | 25,5           | 26,2           | 20,7            | 15,8            | 10,5             | 7,5            | 16,2       |
| Record de froid (°C) date du record   | −17,5 17.01.1985 | −12,5 07.02.1991 | −8 08.03.1971 | −4 11.04.03     | −0,3 03.05.1967 | 1 04.06.1991 | 5,4 04.07.1984 | 4,5 31.08.1986 | 1,5 30.09.02    | −3,5 30.10.1985 | −10,5 24.11.1998 | −12 31.12.1970 | −17,5 1985 |
| Record de chaleur (°C) date du record | 17,2 30.01.1973  | 21 24.02.1990    | 26 29.03.1989 | 28,5 30.04.1994 | 30,5 13.05.1998 | 36 26.06.01  | 37 21.07.1995  | 40,5 12.08.03  | 32,8 05.09.1973 | 29,5 01.10.1985 | 24,5 15.11.1971  | 17 21.12.1973  | 40,5 2003  |
| Précipitations (mm)                   | 57,5             | 50,8             | 51,4          | 48,6            | 64,2            | 57,1         | 55,9           | 65             | 49,8            | 59,7            | 61,3             | 73,1           | 694,4      |

## Urbanisme

### Typologie
Au 1er janvier 2024, Chilly-Mazarin est catégorisée grand centre urbain, selon la nouvelle grille communale de densité à sept niveaux définie par l'Insee en 2022.
Elle appartient à l'unité urbaine de Paris, une agglomération inter-départementale regroupant 407  communes, dont elle est une commune de la banlieue,,. Par ailleurs la commune fait partie de l'aire d'attraction de Paris, dont elle est une commune du pôle principal,. Cette aire regroupe 1 929 communes,.

### Lieux-dits, hameaux et écarts
La commune est divisée en deux par les tracés parallèles de l'autoroute A6 et de la voie ferrée ; la partie nord-est située sur le plateau d'Orly est communément appelée "le haut" et la partie sud-ouest située dans la vallée de l'Yvette est communément appelée "le bas". Elle est ensuite divisée en plusieurs quartiers ayant des identités urbaines distinctes, dont dans le haut : le centre-ville ancien autour du château devenu l’hôtel de ville, les Champarts, le Hameau du Parc et les Quatre Fourchettes au nord à la frontière avec Massy et Wissous, les grands ensembles de la Sablonnière, Bel Abord et la Cité Mazarin à l’est ; et dans le bas l'ensemble d'immeubles résidentiels dits de Grands Jardins, le quartier pavillonnaire de la Ceinture, le quartier des Poètes et l'ensemble résidentiel de la Fontaine Augère. Diverses zones d’activités sont réparties sur le territoire, la zone du Moulin à Vent au nord-est, la zone de la Butte aux Bergers au nord-ouest, la zone de la Vigne aux Loups à l’ouest, partagée avec Longjumeau, de la Fontaine Augère au sud-est.
Plusieurs lieux-dits ont conservé leurs appellations originelles, les Champs Foux en bordure de l’autoroute, les Mares Juliennes et la Voie de Launay à la frontière avec Morangis, le Parc correspondant à l’ancien jardin du château, le Sans Souci à l’ouest.
L’Insee découpe la commune en huit îlots regroupés pour l'information statistique (IRIS) soit la Plaine de Balizy, Mairie-Champs-Fous-Morangis, Croix-Blanche-Cardinal-Bel Abord, Domaine du château, zone industrielle, Terres blanches, Rue de Gravigny et Pavillons sud.

### Voies de communication et transports

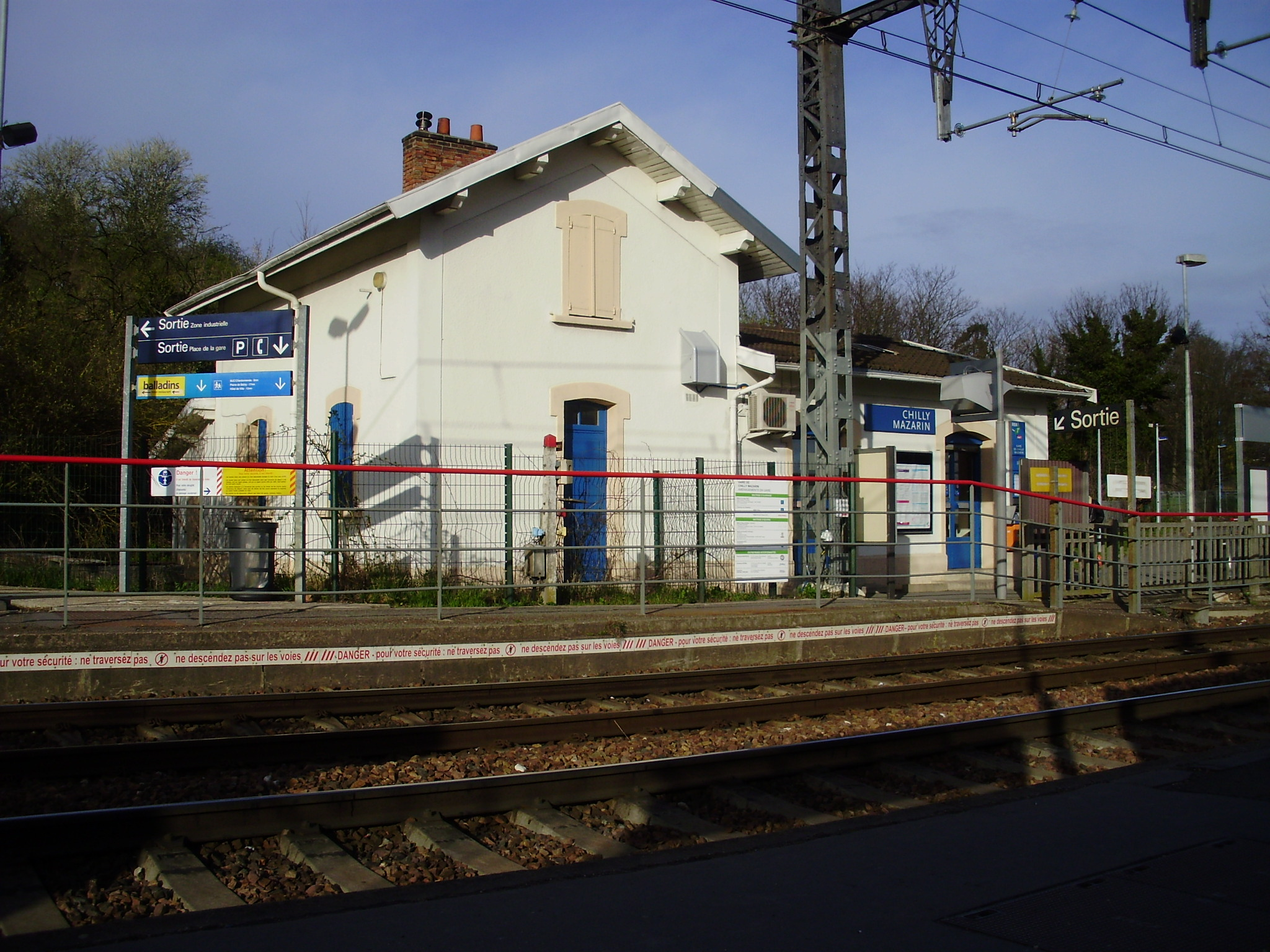
La gare de Chilly-Mazarin.

Auparavant simplement bordée sur sa partie ouest par l’ancienne route nationale 20, la commune se trouve aujourd’hui à un carrefour routier important.
Elle est toujours traversée à l’extrême ouest par la déviation de la route nationale 20 qui rejoint le tracé originel au carrefour des Champarts. Le tracé précédent nord-sud est aujourd’hui occupé par la RD  217, qui croise au même carrefour la RD 120. Légèrement plus au sud passent l’autoroute A126 assurant la liaison entre l’autoroute A10 dans la commune voisine de Champlan et l’autoroute A6 qui traverse Chilly-Mazarin du nord au sud-est. Longeant cette autoroute dans sa partie nord, la RD 167 forme une rocade autour de l’aéroport Paris-Orly. Elle est complétée au sud par la RD  118 qui forme une large boucle autour de la commune.
Le sud du territoire est aussi traversé par l’importante ligne de Grande Ceinture principalement empruntée par la ligne C du RER d'Île-de-France, la commune dispose ainsi de la gare de Chilly-Mazarin et d’un accès privilégié à la gare de Longjumeau dans la zone d’activités de La Vigne aux Loups et la gare de Gravigny - Balizy pour les quartiers sud. Depuis 2023, le RER C est remplacé par le Tram-Train T12 qui relie Massy-Palaiseau à Évry, les correspondances pour Paris étant assurées aux gares d'Epinay-sur-Orge (ligne C du RER) et de Massy-Palaiseau (ligne B du RER)
Plusieurs lignes d’autobus complètent cette desserte ferroviaire avec les lignes 107, 108 et M151 du réseau de bus Cœur d'Essonne permettant de rejoindre Paris, les lignes 297, 299, 399 et 492 du réseau de bus RATP, la ligne 91-10 du réseau de bus Île-de-France Ouest et la ligne N21 du réseau Noctilien assurant la continuité de service nocturne. Et la navette gratuite de la ligne G de la communauté d'agglomération Paris-Saclay desservant la ville.
Au total, 2,8 % de l’emprise au sol de l’aéroport Paris-Orly se trouve sur le territoire de Chilly-Mazarin à son extrémité nord, le bout sud-ouest de la piste 06-24 est ainsi implanté sur le domaine de Chilly-Mazarin. Elle est aussi située à trente-huit kilomètres au sud-ouest de l’aéroport Paris-Charles-de-Gaulle, l’aviation de tourisme et d’affaires est orientée vers l’aéroport de Toussus-le-Noble distant de seize kilomètres au nord-ouest.

## Toponymie
Cailliacum en 1110, Calliacum en 1187, Chilliacum, Challiacum au XIIIe siècle, Chailliacum en 1300, Chaliacum en 1458, Chailly en 1632, Challi, Chilly en 1711.
L’origine du nom du lieu provient du mot gaulois Cail signifiant « forêt » ou pré-indo-européenne Kal signifiant « pierre ». Elle fut créée sous le nom Chilly en 1711, la mention de la famille de Mazarin fut ajoutée en 1822.

## Histoire

### Les origines
La découverte sur le territoire d’une pointe de flèche, de grattoirs et de lames du Néolithique et de la sépulture d’une femme établissent l’occupation du lieu dès cette époque. Durant la période gallo-romaine au IIIe siècle sous le règne de Septime Sévère, les sources furent captées pour alimenter Lutèce en eau. Une rigole souterraine s'écoulait vers le nord pour se déverser dans un bassin collecteur situé au nord-est de l'actuel territoire communal de Wissous, qui recevait les eaux de sources de Wissous et de Rungis et d'où partait l'aqueduc.

### Village agricole et seigneurs prestigieux
Au VIIIe siècle, la population locale partageait son activité entre la viticulture et la culture de blé. Au XIIe siècle, le bourg appelé Chailly disposait déjà d’une église et d’un moulin.

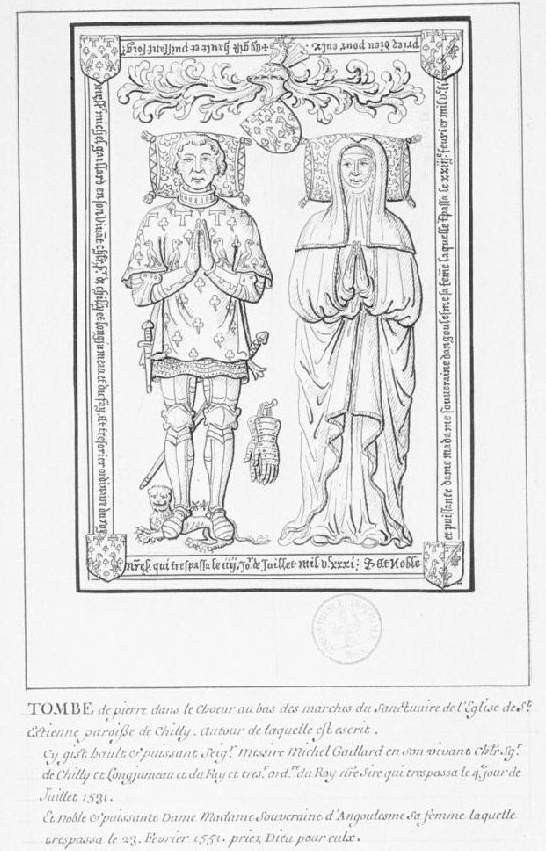
Tombeau de Michel Gaillard et de Souveraine d'Angoulême.

Entre 1108 et 1148, les terres viticoles furent détachées du domaine royal et cédées par Louis VI au monastère de Longpont.
Le fief appelé membre de Chilly est attribué aux  Hospitaliers de l'ordre de Saint-Jean de Jérusalem lors de la dévolution des biens de l'ordre du Temple. Elle relève alors à la commanderie de Balizy.
Dès le XIIe siècle, le domaine — avec Longjumeau — revint aux comtes de Dreux (Robert, fils du roi Louis VI et père d'autre Robert) qui édifièrent un premier château et le prieuré du Val-Saint-Éloi. Au fil des mariages et successions, le tout appartint :
- aux ducs de Bretagne au XIIIe siècle (issus de la Maison capétienne de Dreux),
- aux Lusignan de la Marche et d'Angoulême, au XIIIe siècle aussi (Hugues XI épouse Yolande de Dreux-Bretagne ; leur petit-fils Hugues XIII cède Chilly et Longjumeau à Philippe le Bel, père de Philippe V et oncle de Philippe VI de Valois) (Anastasia de Montfort, comtesse de Nola, fille de Guy de Montfort, est aussi dite dame de Ch(a)illy et Longjumeau en 1293[29] ; si cela est avéré, peut-être par une parenté avec les Lusignan : Hugues XI de Lusignan est le demi-frère d'Henri III d'Angleterre, et Guy de Montfort le neveu de ce roi),
- à des fidèles des trois rois Philippe qu'on vient d'évoquer, au XIVe siècle (Béraud X de Mercœur, connétable de Champagne ; Enguerrand de Marigny ; Pierre de Via, neveu de Jean XXII ; la reine Jeanne, veuve de Philippe V ; Jean III de Bretagne),
- aux Maison de Blois-Bretagne-Penthièvre, d’Anjou, et d'Armagnac, aux XIVe et XVe siècles (issues de Jeanne de Bretagne, de sa fille Marie, et de leur descendante Louise du Maine).

La paroisse dépendait du doyenné de Montlhéry. Au cours du XIVe siècle, le village connut la jacquerie.
Au XVIe siècle, la seigneurie de Chilly appartient à la famille Gaillard (depuis 1499, acquisition par Michel Ier Gaillard († 1501), lié à Louis XI, sur Louis d'Armagnac). Michel II Gaillard († 1535) et sa femme Souveraine d'Angoulême († 1551 ; demi-sœur de François Ier), sont inhumés dans l'église Saint-Étienne de Chilly,,.
Martin Ruzé de Beaulieu (v. 1526-1613) acquiert Chilly et Longjumeau en 1596 sur Michel III Gaillard de Longjumeau. Sans postérité, il lègue à son petit-neveu Antoine Coëffier de Ruzé (1581-1632).
En 1624, ledit Antoine Coëffier de Ruzé d'Effiat, revenu victorieux de sa mission d’ambassadeur à Londres pour négocier le mariage d’Henriette-Marie de France et Charles Ier d'Angleterre, est décoré de l’Ordre du Saint-Esprit et il obtient que les terres de Chailly, également écrit Cliavilly[réf. nécessaire], Longjumeau et Balizy, soient pour l’occasion réunies au sein d’un seul marquisat ; il modifie le nom du bourg en Chilly et il acquiert de surcroît la baronnie de Massy ; il deviendra aussi marquis d'Effiat, surintendant des Finances et maréchal de France. Il obtient de Louis XIII le droit d’utiliser les eaux de l’aqueduc Médicis pour alimenter les pièces d’eau du parc du château de Chilly. Le tracé de cet aqueduc souterrain correspond à celui de l'ancienne rigole d'alimentation du bassin collecteur de l'aqueduc gallo-romain de Lutèce, sa pente étant inversée. Son parcours à Chilly sous la rue des Édouets, la rue de la Pointe, l'avenue Charles-de-Gaulle, la rue Pasteur et la rue d'Effiat est ponctué de deux  regards, construits en 1630, d'architecture similaire à celle de la plupart des regards de l'aqueduc Médicis, pour l'inspection et l'entretien, avenue Charles de Gaulle et à l'angle de la rue Pasteur et de la rue d'Effiat.
Le 17 septembre 1613 Louis XIII vient entendre la messe en l’église Saint-Étienne. En 1626, le clocher est reconstruit et en 1628 le cimetière attenant est transféré. En 1630, il cède à Robert Godefroy le domaine de Bel Abord, où celui-ci fait construire le Château de Bel Abord.
En 1642, le maréchal d’Effiat fait construire la première école de la commune. En 1661, son petit-fils Armand de La Porte, duc de La Meilleraye (1632-1713) épouse Hortense Mancini (1646-1699), nièce du cardinal Mazarin qui l’autorise à porter son patronyme, Mazarin ; il devient duc de Mazarin.
En 1714, Antoine II Coëffier de Ruzé d'Effiat (v. 1639-1719 ; petit-fils du maréchal Antoine), marquis d'Effiat et dernier seigneur de Chilly de cette famille en lignée mâle, fonde un hospice à Chilly.

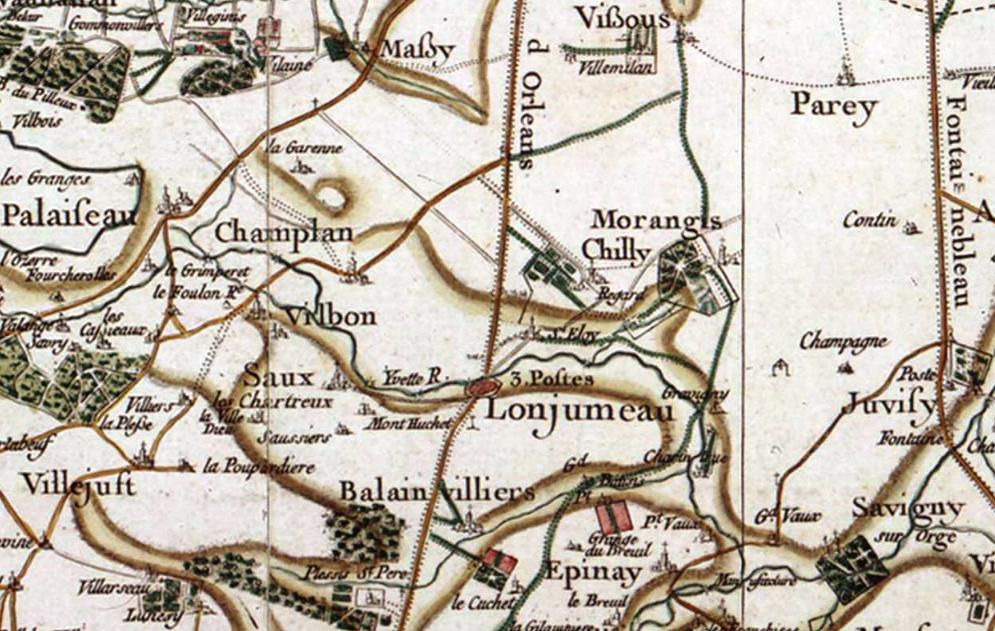
Carte de Cassini de la région de Chilly au XVIIe siècle.

En 1771, Louise d'Aumont (1759-1826), descendante et héritière des La Porte de La Meilleraye et donc des Ruzé d'Effiat, épouse le prince Honoré IV de Monaco et lui apporte ainsi les titres de marquis de Chilly, comte de Longjumeau, baron de Massy, duc de Mazarin, parmi bien d'autres titulatures et une immense fortune.

### Les Templiers et les Hospitaliers
Le membre de Chilly était d'origine templière mais lors de la dévolution des biens de l'ordre du Temple elle passe aux Hospitaliers de l'ordre de Saint-Jean de Jérusalem et devient un membre qui relevait de la commanderie de Balizy.

### Mutation et développement
À partir du XVIIIe siècle, l’activité vinicole et meunière décline.
En 1804, Louise d’Aumont vend le château de Chilly à l’homme d’affaires Louis-Joseph Lecocq qui fait détruire en 1822 les deux ailes latérales avant de lotir le domaine en parcelles.
En 1856, la commune fait construire à l’emplacement de l’ancienne école une nouvelle mairie-école.
En 1870, durant la guerre franco-prussienne, le bâtiment sert d’infirmerie à l’occupant.
La commune bénéficie du chemin de fer  avec la mise en service en 1883 de la ligne de Grande Ceinture et en 1893 de la ligne de tramway de l’Arpajonnais qui approvisionne les  halles de Paris  et facilite le déplacement des habitants. Les ateliers de l'Arpajonnais étaient à l'origine jusqu'en 1901 situés à proximité de la gare de grande ceinture. Le tracé de l'ancienne voie de l'Arpajonnais tracée en site propre à travers champs correspond à l'actuelle avenue Pierre-Brossolette. Cette desserte ferroviaire entraine le développement démographique de Chilly-Mazarin : le  bourg rural du  début du XXe siècle accueille de nouveaux habitants en grande partie dans des lotissements pavillonnaires, multipliant par trois sa population entre 1921 et 1926.
Seconde Guerre mondiale
Le 24 août 1944, la commune est libérée  par la deuxième division du général Leclerc.
Trente glorieuses
En 1956, le territoire communal est divisé  par l’importante tranchée de la nouvelle autoroute A6. En 1960, le château de Bel Abord est rasé pour construire la résidence du même nom.
En 1971, la mairie rachète ce qui subsistait du domaine de Chilly pour y installer l’hôtel de ville.

## Politique et administration

### Rattachements administratifs et électoraux
Rattachements administratifs
Antérieurement à la loi du 10 juillet 1964, la commune faisait partie du département de Seine-et-Oise. La réorganisation de la région parisienne en 1964 fit que la commune appartient désormais au département de l'Essonne et à son arrondissement de Palaiseau après un transfert administratif effectif au 1er janvier 1968.
Elle faisait partie de 1793 à 1975 du canton de Longjumeau , année où elle devient  le chef-lieu du canton de Chilly-Mazarin. Dans le cadre du redécoupage cantonal de 2014 en France, la commune fait partie désormais du canton de Massy.
L’organisation juridictionnelle rattache les justiciables de Chilly-Mazarin au tribunal de proximité et au conseil de prud’hommes de Longjumeau, aux tribunaux judiciaire et de commerce d’Évry, à la cour d'appel de Paris et au tribunal administratif de Versailles.
Rattachements électoraux
Pour les élections départementales, la commune fait partie depuis 2014 du canton de Massy
Pour l'élection des députés, elle fait partie de la sixième circonscription de l'Essonne.

### Intercommunalité
Chilly-Mazarin était membre de la communauté d'agglomération Europ'Essonne, un établissement public de coopération intercommunale (EPCI) à fiscalité propre créé fin 2006 et auquel la commune avait transféré un certain nombre de ses compétences, dans les conditions déterminées par le code général des collectivités territoriales.
Dans le cadre des dispositions de la Loi de modernisation de l'action publique territoriale et d'affirmation des métropoles (loi MAPTAM) du 27 janvier 2014, qui prévoyait la généralisation de l'intercommunalité à l'ensemble des communes et la création d'intercommunalités de taille importante, notamment en Île-de-France afin d'équilibrer leurs relations avec la Métropole du Grand Paris, cette intercommunalité a fusionné avec la communauté d'agglomération du Plateau de Saclay  pour former, le 1er janvier 2016, la communauté d’agglomération de Paris-Saclay (CPS) dont Chilly-Mazarin est désormais membre.

### Tendances et résultats politiques
Lors des consultations à portée nationales, en 2002 et 2007 pour les élections législatives et présidentielles, les Chiroquois ont régulièrement placé en tête les candidats de la droite parlementaire avec entre 51,50 % et 53,50 % pour la candidate à la députation Véronique Carantois (UMP), 53,83 % pour le candidat à la présidence de la République Nicolas Sarkozy (UMP) et 84,67 % pour le candidat Jacques Chirac, déjà en tête devant Lionel Jospin (PS) au premier tour en 2002.
Ils ont continué à suivre la tendance nationale lors des élections présidentielles de 2012 en positionnant en tête François Hollande (PS) avec 51,32 % des voix, aux élections européennes de 2014 en positionnant en tête la liste du Front National (FN) avec 24,5 % des voix devant celle de l'UMP (22,02 %), puis aux élections présidentielles de 2017 en plaçant Emmanuel Macron en tête aux deux tours. Néanmoins, aux élections européennes de 2019, la liste soutenue par la République en Marche a légèrement devancé celle soutenue par Marine le Pen (21,75 % contre 20,68 %) et c'est Jean-Luc Mélenchon qui a été placé en tête du premier tour des élections présidentielles de 2022 (28,08 % contre 27,87 pour Emmanuel Macron et 19,74% pour Marine Le Pen).
Élections présidentielles, résultats des deuxièmes tours
- Élection présidentielle de 2007 : 53,83 % pour Nicolas Sarkozy (UMP), 46,17 % pour Ségolène Royal (PS), 85,69 % de participation[47].
- Élection présidentielle de 2012 : 51,32 % pour François Hollande (PS), 48,68 % pour Nicolas Sarkozy (LR), 81,14 % de participation[48].
- Élection présidentielle de 2017 : 71,28 % pour Emmanuel Macron (LREM), 28,79, % pour Marine Le Pen (RN), 75,99 % de participation.
- Élection présidentielle de 2022 : 63,54 % pour Emmanuel Macron (LREM), 36,46, % pour Marine Le Pen (RN), 70,11 % de participation[49].

Élections législatives, résultats des deuxièmes tours
- Élections législatives de 2007 : 51,10 % pour Véronique Carantois (UMP), 48,90 % pour François Lamy (PS), 56,91 % de participation[50].
- Élections législatives de 2012 : 54,66 % pour François Lamy (PS), 45,34 % pour Grégoire de Lasteyrie (LR), 52,93 % de participation[51].
- Élections législatives de 2017 : 59,53 % pour Amélie de Montchalin (LREM), 40,47 % pour Françoise Couasse (UDI), 34,39 % de participation.

Élections européennes, résultats des deux meilleurs scores
- Élections européennes de 2009 : 26,83 % pour Michel Barnier (UMP), 18,08 % pour Harlem Désir (PS), 39,14 % de participation[52].
- Élections européennes de 2014 : 24,52 % pour Aymeric Chauprade (FN), 22,02% pour Alain Lamassoure (LR), 41,06% de participation.
- Élections européennes de 2019 : 21,76 % pour Nathalie Loiseau (LREM), 20,68% pour Jordan Bardella (RN), 47,49% de participation[53].

Élections régionales, résultats des deux meilleurs scores
- Élections régionales de 2010 : 56,89 % pour Jean-Paul Huchon (PS), 40,11 % pour Valérie Pécresse (UMP), 45,61 % de participation[54].
- Élections régionales de 2015 : 41,18 % pour Claude Bartolone (PS), 39,94 % pour Valérie Pécresse (LR), 54,32 % de participation[55].
- Élections régionales de 2021 : 43,18 % pour Valérie Pécresse (LR), 33,11 % pour Julien Bayou (EELV), 15,96 % pour Jordan Bardella (RN), 31,79 % de participation.

Élections départementales, résultats des deuxièmes tours
- Élections départementales de 2015 : 51,29 % pour le binôme Martine Cinosi-Girard / Pierre Ollier (LR), 48,71 % pour le binôme Jérôme Guedj / Rafika Rezgui (PS)[56].
- Élections départementales de 2021 : 55,97 % pour le binôme Roger Del Negro/ Rafika Rezgui (UGE), 44,03 % pour le binôme Nicolas Samsoen / Martine Cinosi-Girard (DVD)[57]

Élections municipales
Lors du second tour des élections municipales de 2014 dans l'Essonne marqué par une quadrangulaire, la liste d'union de la droite menée par Jean-Paul Beneytou remporte la majorité des suffrages exprimés, avec 2 582 voix (39,64 %), devançant de 130 voix celle d'union de la gauche menée par la maire sortante, Rafika Rezgui — qui avait succédé en 2012 à Gérard Funès, démissionnaire — (2 452 voix, 37,65 %), ainsi que celles menées par Olivier Christ (FN, 825 voix, 12,67 %) et par Henri Fiori (DVG, 654 voix, 10,04 %), l'abstention s'étant élevée à 38,49 %.
Au premier tour des élections municipales de 2020 dans l'Essonne, la liste menée par le maire sortant Jean-Paul Beneytou (LR) est devancée de 481 voix par celle de Rafika Rezgui (PS), qui obtient la majorité absolue des suffrages exprimés, avec 2 588 voix sur 4695 suffrages exprimés (55,12 %, 27 conseillers municipaux, 4 conseillers communautaires) contre 2 107 voix (44,88 %, 8 conseillers municipaux, 1 conseiller communautaire) pour Jean-Paul Beneytou, lors d'un scrutin marqué par 50,71 % d'abstention,.
Référendums
- Référendum de 2000 relatif au quinquennat présidentiel : 76,69 % pour le Oui, 23,31 % pour le Non, 27,77 % de participation[60].
- Référendum de 2005 relatif au traité établissant une Constitution pour l’Europe : 50,84 % pour le Non, 49,16 % pour le Oui, 68,87 % de participation[61].

### Administration municipale
Compte tenu de la population de la commune, son conseil municipal est composé de 35 membres, y compris le maire et ses adjoints.

### Politique de développement durable
La commune a engagé une politique de développement durable en lançant une démarche d'Agenda 21 en 2009.

### Démocratie participative
La municipalité a mis en place un conseil municipal des enfants, un conseil des sages et un conseil local de la transition écologique (CLTE) de 35 membres.

### Distinctions et labels
La commune a été récompensée  en 2010 par trois fleurs au concours des villes et villages fleuris.

### Jumelages
En 1986, la commune scelle un jumelage avec Diéma au Mali puis en 1988 avec Carlet en Espagne.
| Chilly-Mazarin Carlet Diéma |

Chilly-Mazarin a développé des associations de jumelage avec :
- Carlet (Espagne) depuis 1988, en espagnol Carlet, située à 1 076 kilomètres[82] ;
- Diéma (Mali) depuis 1986, située à 3 928 kilomètres[83].

À l'été 2014, la municipalité a affiché son ambition de jumelage avec une commune anglaise, mais qui n'a pu se concrétiser.[réf. nécessaire]

## Équipements et services publics

### Enseignement

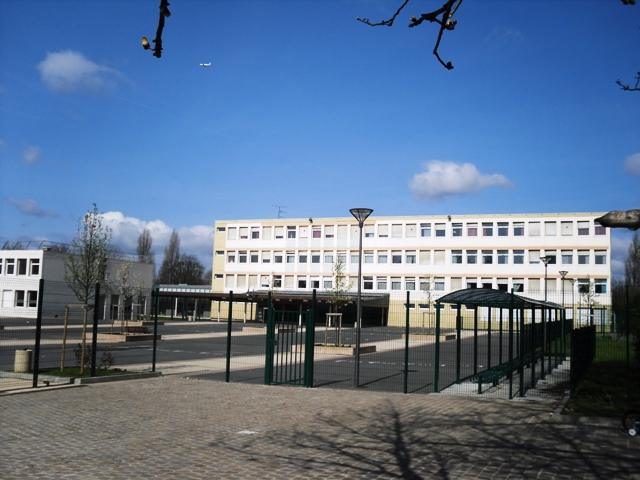
Le collège des Dines-Chiens.

Les élèves de Chilly-Mazarin sont rattachés à l’académie de Versailles.
En 2022, la commune dispose sur son territoire de six écoles maternelles (Pauline-Kergomard, Centre, Château, Pasteur, Saules et Roseaux), et de quatre écoles élémentaires (La Fontaine, Pierre-et-Marie Curie, Pasteur et Château). La poursuite d’études s’effectue ensuite au collège Les Dines-Chiens et au lycée Marguerite-Yourcenar de Morangis. L’accueil des jeunes enfants s’effectue dans une crèche familiale et dans trois centres de multi-accueil collectif (Maison de la petite enfance, Mazarin, micro-crèche du Château). Hors périodes scolaires les enfants sont accueillis aux centres de loisirs Le Petit Prince, Les Albatros, Les Temps-Modernes et Nelson-Mandela. La commune dispose en outre d’un centre de vacances à Montcel en Savoie.
La commune de Chilly-Mazarin accueille l'Institut-Médico-Professionnel "Valentin Hauy", lequel accueille en internat de semaine 36 adolescents déficients visuels ou aveugles avec troubles associés. Ces derniers reçoivent un enseignement adapté et participent quotidiennement à des ateliers pré-professionnels (Horticulture, Repasserie, Cuisine, Conditionnement).

### Santé
La commune ne dispose sur son territoire d’aucun établissement de santé, les urgences et pathologie graves sont traitées au centre hospitalier Jacques-Cartier à Massy ou au centre hospitalier de Longjumeau.
Une résidence Arpage pour personnes âgées valides est installée en centre-ville, complétée par l’institut médico-professionnel Valentin Haüy qui accueille 36 adolescents déficients visuels avec troubles associés.
Un centre de protection maternelle et infantile et un centre de planification familiale sont implantés dans la commune.
En 2010, quarante-deux médecins et quinze chirurgiens-dentistes exercent dans la commune, cinq pharmacies y sont installées.
La commune dispose d'un centre d'ostéopathe et d'ophtalmologie situé rue de gravigny.

### Culture

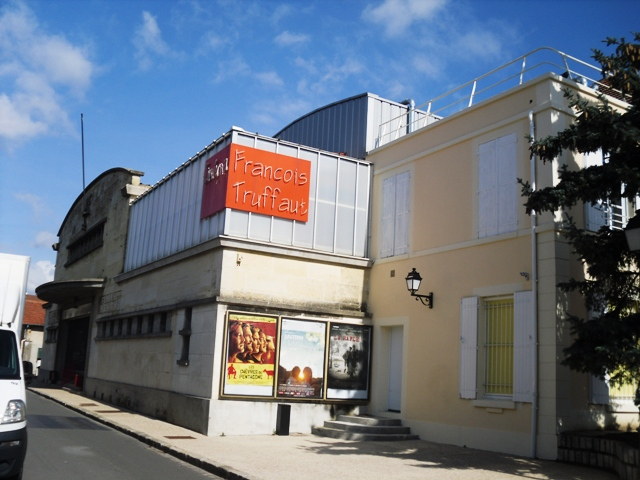
La salle de cinéma François-Truffaut.

Chilly-Mazarin dispose de plusieurs équipements d’accès à la culture dont la médiathèque Albert-Camus, le conservatoire municipal de musique et de danse, et la salle de cinéma François-Truffaut classée « Art et Essai »,
S’ajoute " L’Esp@ce Jeunes " qui accueille les jeunes de la commune à partir de la 6ème ou à partir de 12 ans, orienté vers les cultures urbaines. Quarante-six associations œuvrent pour l’animation locale.
L'ancienne  maison des jeunes et de la culture Gérard-Blotnikas a été rasée en 2016, le maire souhaitant y construire des logements "haut de gamme" mais l'opération a échoué,.

### Autres services publics

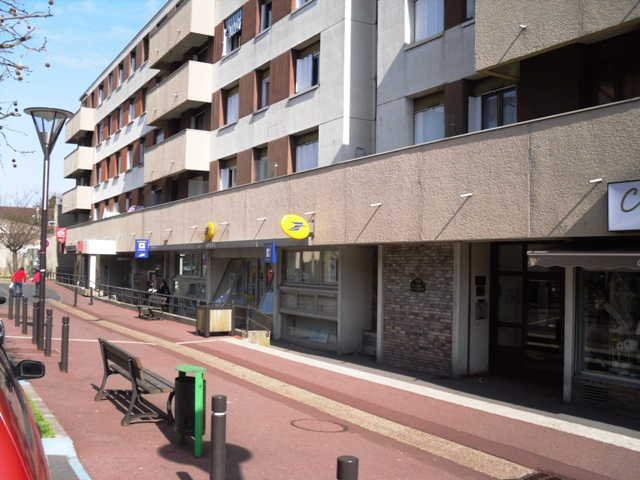
Le bureau de poste du Centre.

Certains services publics sont présents dans la commune avec un bureau de poste en centre-ville et un Espace France Services inauguré en novembre 2021 qui assure aussi la fonction d'agence postale municipale dans le Sud, et une trésorerie principale dont la fermeture a été décidée en 2019 et sera effective fin 2022.
En avril 2017, la majorité des services de la mairie, auparavant dispersés sur plusieurs sites, a pris place dans l'immeuble "Le Signal" situé en plein centre-ville, place de la Libération.
La sécurité de la ville est assurée par le commissariat de police de Longjumeau, un centre de police municipale, un service communal "médiation-prévention" et un centre de première intervention des sapeurs pompiers.
En 2022, trois avocats et un notaire exercent dans la commune.

## Population et société

### Démographie

#### Évolution démographique
L'évolution du nombre d'habitants est connue à travers les recensements de la population effectués dans la commune depuis 1793. Pour les communes de plus de 10 000 habitants les recensements ont lieu chaque année à la suite d'une enquête par sondage auprès d'un échantillon d'adresses représentant 8 % de leurs logements, contrairement aux autres communes qui ont un recensement réel tous les cinq ans,.

En 2022, la commune comptait 19 981 habitants, en évolution de −0,75 % par rapport à 2016 (Essonne : +2,89 %, France hors Mayotte : +2,11 %).
| 1793 | 1800 | 1806 | 1821 | 1831 | 1836 | 1841 | 1846 | 1851 |
| ---- | ---- | ---- | ---- | ---- | ---- | ---- | ---- | ---- |
| 449  | 435  | 469  | 369  | 377  | 353  | 360  | 332  | 346  |

| 1856 | 1861 | 1866 | 1872 | 1876 | 1881 | 1886 | 1891 | 1896 |
| ---- | ---- | ---- | ---- | ---- | ---- | ---- | ---- | ---- |
| 344  | 360  | 371  | 341  | 397  | 381  | 412  | 396  | 456  |

| 1901 | 1906 | 1911 | 1921 | 1926  | 1931  | 1936  | 1946  | 1954  |
| ---- | ---- | ---- | ---- | ----- | ----- | ----- | ----- | ----- |
| 422  | 429  | 415  | 398  | 1 023 | 1 507 | 1 681 | 1 697 | 2 188 |

| 1962  | 1968  | 1975   | 1982   | 1990   | 1999   | 2006   | 2011   | 2016   |
| ----- | ----- | ------ | ------ | ------ | ------ | ------ | ------ | ------ |
| 3 411 | 9 923 | 16 236 | 17 271 | 16 939 | 17 737 | 18 639 | 18 843 | 20 133 |

| 2021   | 2022   | - | - | - | - | - | - | - |
| ------ | ------ | - | - | - | - | - | - | - |
| 19 938 | 19 981 | - | - | - | - | - | - | - |

Avec quatre-cent-quarante-neuf habitants lors du premier recensement des personnes en 1793 suivi par une longue période de décroissance démographique portant la population à seulement trois-cent-trente-deux personnes en 1846, Chilly-Mazarin est longtemps un petit village.
Durant la seconde moitié du XIXe siècle se déroule une évolution chaotique, notamment du aux pertes subies lors de la guerre franco-prussienne de 1870 qui fait chuter le nombre d’habitants de presque 10 %, la barre des quatre-cents résidents n'est à nouveau franchie  qu’en 1886 avant une nouvelle baisse.
En 1901, le XXe siècle est entamé avec quatre-cent vingt-deux habitants avant une nouvelle chute sous les quatre cent consécutivement à la Première Guerre mondiale précédant une première explosion démographique liée au développement de l'agglomération parisienne.
Dès le recensement de 1926 apparait une forte progression jusqu’à mille-vingt-trois habitants puis mille-six-cent-quatre-vingt-sept dix ans plus tard. La Seconde Guerre mondiale met un frein à cette évolution qui reprit avec les Trente Glorieuses et la construction des grands ensembles et des lotissements pavillonnaires pour porter le nombre d’habitants à trois-mille-quatre-cent-onze en 1962, trois fois plus six ans plus tard, plus de seize mille en 1975, dix-sept-mille-deux-cent-soixante-et-onze en 1982 avant une nouvelle baisse au recensement de 1990.
Le recensement de 2006 a évalué la population à dix-huit-mille-six-cent-trente-neuf personnes, celui de 2018 à dix-neuf-mille-huit-cent-cinquante-huit.
L’immigration a compté pour une part relativement faible dans cette croissance démographique puisqu’en 1999 seulement 7,7 % de la population était étrangère, contre 17,5% en 2018.

#### Pyramide des âges
La population de la commune est relativement jeune. En 2018, le taux de personnes d'un âge inférieur à 30 ans s'élève à 40,2 %, soit au-dessus de la moyenne départementale (39,9 %). À l'inverse, le taux de personnes d'âge supérieur à 60 ans est de 17,4 % la même année, alors qu'il est de 20,1 % au niveau départemental.
En 2018, la commune comptait 9 611 hommes pour 10 247 femmes, soit un taux de 51,60 % de femmes, légèrement supérieur au taux départemental (51,02 %).
Les pyramides des âges de la commune et du département s'établissent comme suit.
| Hommes | Classe d’âge | Femmes |
| ------ | ------------ | ------ |
| 0,4    | 90 ou +      | 0,9    |
| 4,7    | 75-89 ans    | 6,5    |
| 10,4   | 60-74 ans    | 11,8   |
| 19,4   | 45-59 ans    | 18,9   |
| 23,5   | 30-44 ans    | 23,0   |
| 18,4   | 15-29 ans    | 18,0   |
| 23,2   | 0-14 ans     | 20,8   |

| Hommes | Classe d’âge | Femmes |
| ------ | ------------ | ------ |
| 0,5    | 90 ou +      | 1,4    |
| 5,4    | 75-89 ans    | 7,2    |
| 12,9   | 60-74 ans    | 13,9   |
| 20     | 45-59 ans    | 19,4   |
| 19,9   | 30-44 ans    | 20,1   |
| 20     | 15-29 ans    | 18,2   |
| 21,3   | 0-14 ans     | 19,8   |

### Manifestations culturelles et festivités
De 2001 à 2014, le Festival Guinguettes et Compagnies, organisé par l'association des Guinguettes de l'Yvette, la MJC et la Ville de Chilly-Mazarin, a rassemblé une centaine de bénévoles et plusieurs milliers de personnes dans le parc de l'Hôtel de Ville, festival qui a disparu avec l'équipe de la MJC. Il a accueilli chaque année au mois de juin une quinzaine de spectacles (théâtre, danse, musique, acrobaties...) dans une ambiance festive et familiale[source insuffisante].
Tous les ans au mois de juin, l'Impro Valentin Haüy organise ses journées portes ouvertes pour permettre aux chiroquois de venir découvrir comment sont accompagnés les jeunes déficients visuels.

### Sports
Le sport est pratiqué à Chilly-Mazarin sur plusieurs installations dont le complexe sportif Jesse-Owens équipé de la piscine communale, de terrains de rugby et football, de courts de tennis, d’une salle omnisports et de salles de gymnastique et tennis de table ; le complexe des Chardonnerets équipé d’une salle multisports, d’un dojo, d’une salle d'armes, d’une salle de musculation et d’un boulodrome ; et le gymnase du Parc. La plupart des disciplines sont regroupées par associations au sein du Centre d’animation aux activités physiques et sportives communal.
Du sport adapté pour les déficients visuels est pratiqué dans les équipements de la commune par les professionnels de l 'Impro Valentin Haüy en collaboration avec la fédération Handi-sport et les clubs locaux.
Clubs
- Rugby Club Chilly-Mazarin

### Cultes
La paroisse catholique de Chilly-Mazarin est rattachée au secteur pastoral de Longjumeau et au diocèse d'Évry-Corbeil-Essonnes. Elle dispose de l’église Saint-Étienne et de l’église Notre-Dame-du-Concile.
L'association des Musulmans de Chilly-Mazarin et de Morangis a érigé une mosquée.

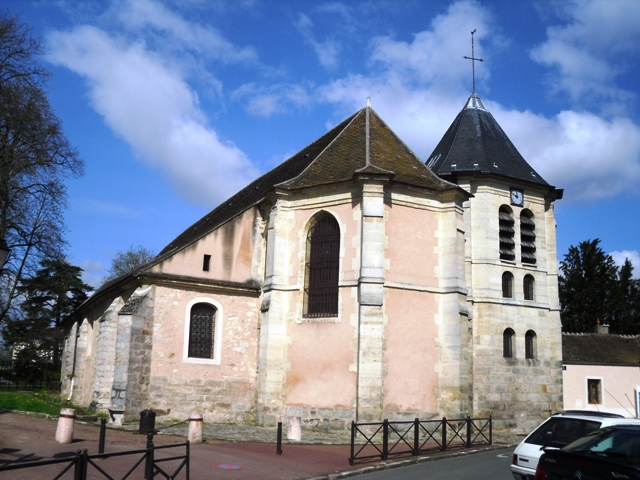
L’église Saint-Étienne.
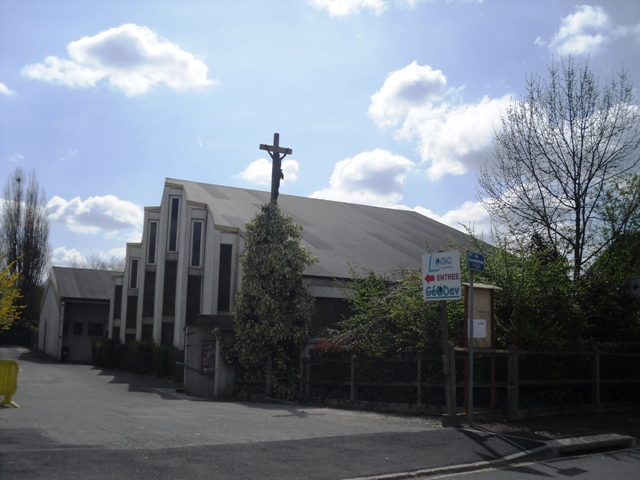
L’église Notre-Dame-du-Concile.

### Médias
L’hebdomadaire Le Républicain relate les informations locales. La commune est en outre dans le bassin d’émission des chaînes de télévision France 3 Paris Île-de-France Centre, IDF1 et Téléssonne intégré à Télif.

## Économie

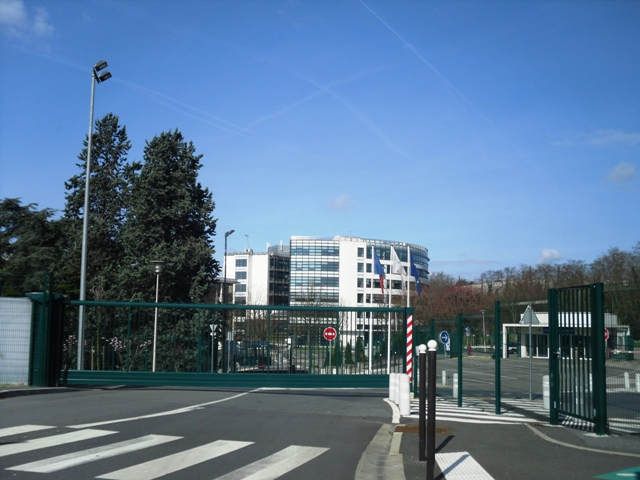
Le centre de recherche et développement de Sanofi.

Chilly-Mazarin était autrefois réputée pour son activité vinicole et meunière, et est aujourd’hui une commune essentiellement résidentielle avec quelques zones d’activités industrielles, pour la plupart orientées dans le secteur tertiaire. En 2000, il n'existait plus d'exploitation agricole dans la commune alors qu’elles étaient encore quatre en 1988, occupaient alors six hectares de terre et employaient onze personnes.
Au nord se trouvent les zones d’activités du Moulin à Vent et de la Butte au Berger, à l’ouest la zone d’activités de la Vigne aux Loups partagée avec Longjumeau et au sud la zone d’activités de la Fontaine Augère.
Depuis 1958 est implanté le centre de recherche et développement de Sanofi qui, avec plus de 1 700 collaborateurs, est en 2022 le premier employeur de la commune. Le site de Sanofi est recensé au registre français des émissions polluantes pour ses rejets en 2003 de phosphore, sa production de déchets dangereux et ses prélèvements importants sur le réseau d’eau potable.
Proche de l’aéroport Paris-Orly, la commune accueille aussi les centres logistiques sud-franciliens d’UPS, Chronopost, Mistergooddeal et Auchan Logistique.
Chilly-Mazarin  fait partie du bassin d'emploi d’Orly qui regroupe en 2006 trente communes et 469 279 habitants, les Chiroquois représentant 3,97 % de cette population totale. Dans cette zone d’emploi où 84 % des 164 263 emplois relevaient alors  du secteur tertiaire, seulement 9,7 % de la population était au chômage en 2006.
La même année, la population active de la commune était évaluée à 10 134 personnes et le taux de chômage fixé à 8,0 %, la commune disposant sur son territoire de 8 955 emplois. Cependant, seulement 16 % des actifs exerçaient leur activité dans leur commune de résidence.
En 2008, la commune accueillait un total de huit cent cinquante-trois entreprises et cent six s’étaient créées dans l’année. Proche des centres d’affaires, la commune dispose de quatre hôtels totalisant en 2009 deux cent quatre-vingt-neuf chambres.
Un marché se tient les mardis, jeudis et dimanches en centre-ville. Chilly-Mazarin a le siège des Supermarchés G20, avec l’entrepôt Diapar.

### Emplois, revenus et niveau de vie
Chilly-Mazarin se distingue largement de la zone d’emploi avec une présence largement supérieure de cadres et professions intellectuelles supérieures et d’ouvriers et nettement inférieure d’employés et une forte proportion d’emplois dans le secteur des services aux entreprises. Parmi les personnes occupant un emploi, 93,5 % sont salariés, le revenu net imposable moyen est fixé à 24 611 euros mais seulement 69,6 % des ménages étaient imposables. Près des deux tiers de la population étaient propriétaires de leur logement et 13,1 % occupaient une habitation à loyer modéré.
En 2010, le revenu fiscal médian par ménage était de 34 428 €, ce qui plaçait Chilly-Mazarin au 7 228e rang parmi les 31 525 communes de plus de 39 ménages en métropole.
| Répartition des emplois par catégories socioprofessionnelles en 2006. |              |                                           |                                                   |                            |                          |                           |
|                                                                       | Agriculteurs | Artisans, commerçants, chefs d’entreprise | Cadres et professions intellectuelles supérieures | Professions intermédiaires | Employés                 | Ouvriers                  |
| Chilly-Mazarin                                                        | 0,1 %        | 3,7 %                                     | 21,6 %                                            | 25,1 %                     | 20,2 %                   | 29,3 %                    |
| Zone d’emploi d’Orly                                                  | 0,1 %        | 4,6 %                                     | 15,2 %                                            | 27,8 %                     | 30,3 %                   | 22,1 %                    |
| Moyenne nationale                                                     | 2,2 %        | 6,0 %                                     | 15,4 %                                            | 24,6 %                     | 28,7 %                   | 23,2 %                    |
| Répartition des emplois par secteurs d’activités en 2006.             |              |                                           |                                                   |                            |                          |                           |
|                                                                       | Agriculture  | Industrie                                 | Construction                                      | Commerce                   | Services aux entreprises | Services aux particuliers |
| Chilly-Mazarin                                                        | 0,6 %        | 9,2 %                                     | 5,3 %                                             | 18,4 %                     | 31,3 %                   | 6,6 %                     |
| Zone d’emploi d’Orly                                                  | 0,5 %        | 8,1 %                                     | 7,2 %                                             | 15,0 %                     | 14,3 %                   | 6,3 %                     |
| Moyenne nationale                                                     | 3,5 %        | 15,2 %                                    | 6,4 %                                             | 13,3 %                     | 13,3 %                   | 7,6 %                     |
| Sources : Insee                                                       |              |                                           |                                                   |                            |                          |                           |

## Culture locale et patrimoine

### Lieux et monuments

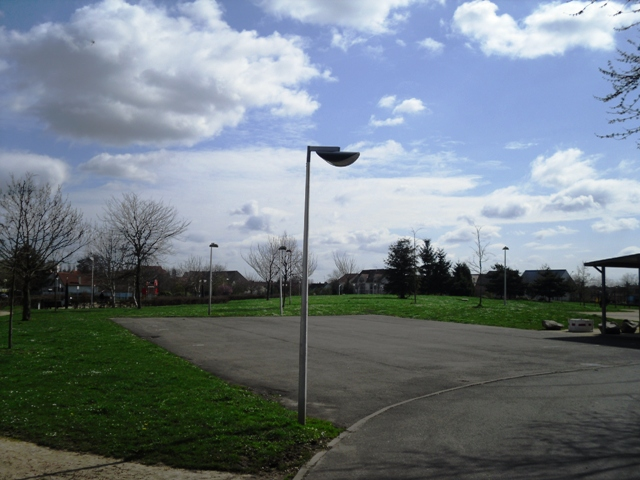
Le parc des Champs Foux.

Plusieurs parcs et jardins sont répartis sur le territoire, dont le parc de l’hôtel de ville à l’ouest, le parc des Champs Foux à l’est, l’espace Rol Tanguy et le bois de Saint-Éloi au sud.
Le bois Saint-Éloi en bordure de la rivière a été classé « Espace naturel sensible » par le conseil général de l'Essonne.
L’église Saint-Étienne du XIIe siècle a été classée aux monuments historiques le 12 avril 1923 et inscrite le 17 juin 1987. Les douves, le pont et le pavillon d'entrée du château de Chilly-Mazarin du XVIIe siècle ont été inscrits aux monuments historiques le 10 mai 1926 et le 29 mars 1929 et classés le 4 août 1953. Le château abrite aujourd’hui l’hôtel de ville. Le château de Bel Abord du XVIIe siècle a été détruit en 1963 pour construire une résidence. Seule sa porte cochère a été conservée; elle a été inscrite aux monuments historiques le 28 décembre 1984, ainsi que deux autres portes cochères du XVIIe siècle dans l’avenue Mazarin, classées à la même date,.

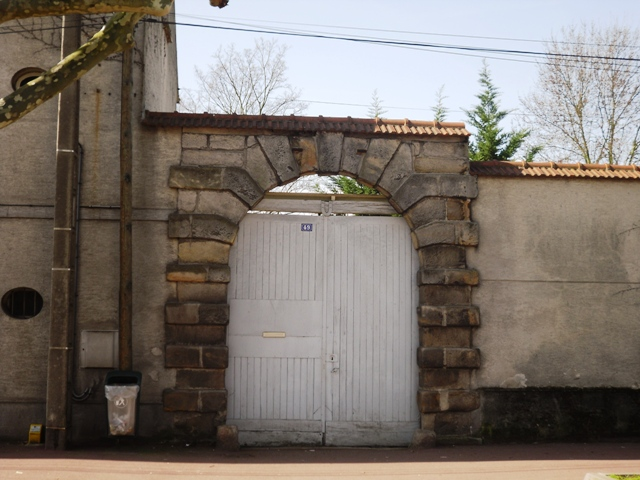
Le porche de l’ancien château de Chilly.
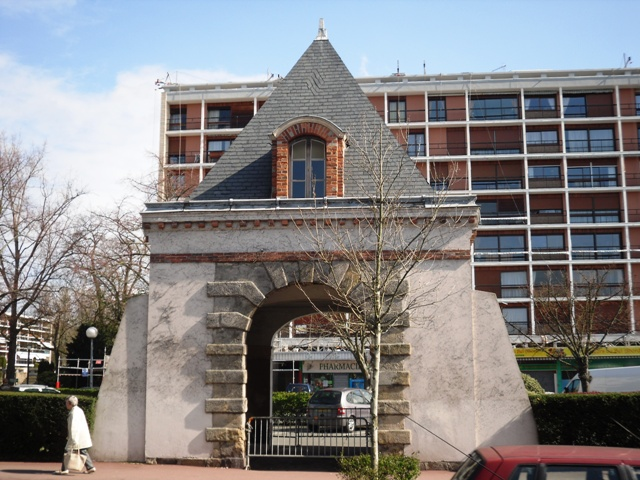
Le porche de l’ancien château de Bel Abord.

### Patrimoine culturel
- Chilly-Mazarin a servi de lieu de tournage pour le film Émile l'Africain de Robert Vernay sorti en 1948.
- Chilly-Mazarin a servi de lieu de tournage pour le film Profil bas de Claude Zidi sorti en 1993[135].

### Personnalités liées à la commune

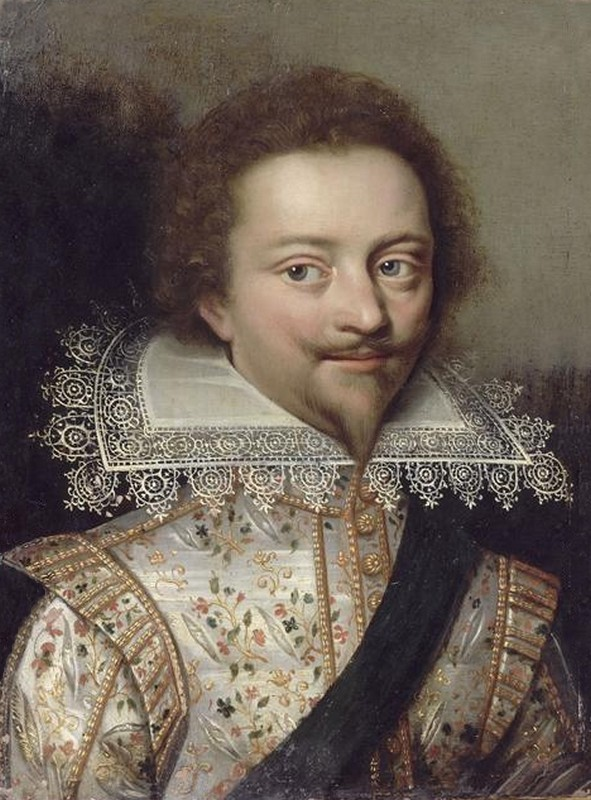
Antoine Coëffier de Ruzé d’Effiat.

Différents personnages publics sont nés, décédés ou ont vécu à Chilly-Mazarin :
- Souveraine d'Angoulême (morte en 1551), demi-sœur de François Ier, dame de Chillly par son mari Michel II Gaillard.
- Martin Ruzé de Beaulieu (1526-1613), homme politique en était le seigneur.
- Antoine Coëffier de Ruzé d'Effiat (1581-1632), Grand maître de l'artillerie de France en était le seigneur.
- Antoine II Coëffier de Ruzé d'Effiat (1638/1639-1719) en était le seigneur.
- Armand-Charles de La Porte de La Meilleraye (1632-1713), Grand maître de l'artillerie de France en était le seigneur.
- Marie Poussepin (1653-1744), religieuse béatifiée y vécut.
- Louise d'Aumont (1759-1826), aristocrate en était le seigneur.
- Jean Le Moal (1909-2007), artiste-peintre y est mort.
- Jean-Michel Jouillat (1955-1999) est un artiste peintre, plasticien et poète qui a passé sa jeunesse à Chilly-Mazarin et qui y est enterré.
- Albert II de Monaco (1958- ), prince souverain de Monaco possède le titre de marquis de Chilly-Mazarin.
- Marc Lavoine (1962- ), auteur-compositeur-interprète et acteur français y a étudié.
- Marjorie Hans (1981- ), joueuse de rugby à XV y fut licenciée.
- Bruce Grannec (1986 - ), multiple champion du monde au jeu vidéo à FIFA.  = FIFA (série de jeux vidéo)
- Chloé Wary (1995 - ), auteure de bande dessinée, a vécu toute son enfance et adolescence.

### Héraldique et logotype

Logo.

| Blason de Chilly-Mazarin | Blason  | De gueules au chevron fascé ondé d’argent et d’azur de six pièces accompagné de trois lionceaux d’or, l’un en pointe deux en chef. |
| Blason de Chilly-Mazarin | Détails | La commune s’est en outre dotée d’un logotype.                                                                                     |